# 锺震川
锺震川（1881年10月29日—1912年5月10日），諱諶章，字瀚書，號滌源，江西萍鄉人，中华民国政治人物。

## 生平
锺震川幼年聪慧过人，为学甚勤。光绪二十六年（1900年）9岁时便考入袁州府学，补位博士弟子员，翌年，复以超等成绩入江西大学堂肄业。光绪二十九年（1903年）东渡日本，留学于东京中央大学，专攻法科，光绪三十四年（1908年）毕业，取得法学学士学位。归国后，应学部试，中法科举人。
他是同盟會成員，辛亥革命萍鄉光復后首任縣知事，以后歷任南京臨時政府內政部民治科科長，江西同盟會支部長，江西內務司司長等職。
民國元年三月二十一日（1912年5月10日）不幸遇難，年僅31歲。